# Apostolska nunciatura v Katarju
Apostolska nunciatura v Katarju je diplomatsko prestavništvo (veleposlaništvo) Svetega sedeža v Katarju; ustanovljena je bila leta 2002.
Trenutni apostolski nuncij je Francisco Montecillo Padilla.

## Seznam apostolskih nuncijev
- Giuseppe De Andrea (29. november 2003 - 27. avgust 2005)
- Paul-Mounged El-Hachem (27. avgust 2005 - 2. december 2009)
- Petar Antun Rajič (2. december 2009 - 15. junij 2015)
- Francisco Montecillo Padilla (6. maj 2017 - danes)